# 22-га мотострілецька дивізія (СРСР)
22-га мотострілецька дивізія (22 МСД, в/ч 10103) — з'єднання мотострілецьких військ Радянської армії чисельністю у дивізію, що існувало у 1918—1992 роках. Дивізія дислокувалася на Далекому сході.
Після розпаду СРСР у 1992 році перейшла до складу Збройних сил Російської Федерації.

## Історія
22 вересня 1918 року Василь Чапаєв доповів про закінчення формування 2-ї Миколаївської піхотної дивізії. Дивізія брала участь в боях на Уральському фронті, потім вела бої на Південному фронті, на Дону, на Кубані, в Новоросійську й Краснодарі. З'єднання складалося з полків, створених на основі партизанських загонів Новоузенського, Миколаївського й Малоузенського повітів Самарської губернії й двох добровольчих загонів з робочих міст Пенза й Балашов.
У 1918—1919 роках входила до складу 4-ї армії Східного фронту РККА. З 20 квітня по 11 липня 1919 року, протягом 80 днів сили дивізії обороняли Уральськ.
Постановою ВЦВК від 25 грудня 1921 дивізія отримала почесне найменування «Краснодарська». Після закінчення громадянської війни дивізія виконувала завдання з охорони чорноморського узбережжя. 21 лютого 1931 року за відмінні показники в бойовій й політичній підготовці 22-га Краснодарська дивізія була нагороджена Почесним революційним Червоним Прапором.
У зв'язку з загостренням обстановки в районі Далекого Сходу в червні 1937 року дивізію перекидають у Приморську групу військ. У 1938 році дивізія бере участь в розгромі японських військ біля озера Хасан й на Халхін-Голі.
У роки німецько-радянської війни дивізія постійно дислокувалася в Далекосхідному військовому окрузі, виконуючи при цьому завдання з підготовки керівних кадрів для військових частин, відбувають на війну з гітлерівською Німеччиною. З 1941 по 1943 роки, з дивізії на Західний фронт в складі маршових рот й батарей було відправлено 6086 осіб.
8 серпня 1945 року почалася війна з Японією, під час якої частини дивізії у ході Харбіно-Гіринської наступальної операції штурмували Харбін. Після цього дивізія удостоєна почесного найменування «Харбінська».
12 березня 1957 дивізія переформована в мотострілецьку. У ці роки дивізія з Находки передислокована спочатку на Сахалін, а потім на Камчатку, де і розташовувалася весь післявоєнний час. 22-га дивізія (в/ч 10103) перебувала в складі 25-го армійського корпусу Далекосхідного військового округу.
Після розпаду СРСР у 1992 році дивізія перейшла до складу Збройних сил Російської Федерації.

## Командування
- Покус Яків Захарович (1925—1929)
- Семенов Василь Олександрович (3 липня 1939 — 4 листопада 1942), полковник, з 7 жовтня 1941 року — генерал-майор
- Свірса Микола Карпович (25 листопада 1942 — 3 вересня 1945), полковник, з 22 лютого 1944 року — генерал-майор